# Aulagromyza
Aulagromyza is een geslacht van insecten uit de familie van de mineervliegen (Agromyzidae), die tot de orde tweevleugeligen (Diptera) behoort.

## Soorten
- A. albicipitoides (Hering, 1955)
- A. anomala (Strobl, 1893)
- A. anteposita (Strobl, 1898)
- A. buhri (de Meijere, 1938)
- A. caraganae (Rohdendorf-Holmanova, 1959)
- A. cornigera (Griffiths, 1973)
- A. discrepans (van der Wulp, 1871)
- A. fallax (Groschke, 1957)
- A. flavoscutellata (Hendel, 1932)
- A. fulvicornis (Hendel, 1935)
- A. galii (Groschke, 1957)
- A. hamata (Hendel, 1932)
- A. hendeliana (Hering, 1926)
- A. heringii (Hendel, 1920)
- A. iberica (Spencer, 1960)
- A. jaceicaulis (Hering, 1960)
- A. lucens (de Meijere, 1924)
- A. luteoscutellata (de Meijere, 1924)
- A. mamonowi (Hering, 1930)
- A. morenae (Strobl, 1900)
- A. orphana (Hendel, 1920)
- A. paramushirensis Iwasaki, 2000
- A. populi (Kaltenbach, 1864)
- A. populicola (Walker, 1853)
- A. praescutellaris (Hendel, 1920)
- A. similis (Brischke, 1880)
- A. sisymbrii (Hering, 1962)
- A. tremulae (Hering, 1957)
- A. tridentata (Loew, 1858)
- A. trivittata (Loew, 1873)
- A. wuorentausi (Hendel, 1936)
- A. zernyi (Hendel, 1920)